# Anton Jurgens
Antonius Johannes (Anton) Jurgens Hzn. (Oss, 8 februari 1867 – Torquay, 12 maart 1945) was een Nederlands ondernemer en politicus. Zijn grootvader Antoon Jurgens richtte de margarinefabriek "Antoon Jurgens" op te Oss. Jurgens, een generatiegenoot van William Hesketh Lever, bracht later een fusie tot stand met het Lever-concern, waaruit in 1930 Unilever N.V. en Unilever. Ltd. ontstonden. Voor de Algemeene Bond van RK-kiesverenigingen was hij lid van de Eerste Kamer.

## Familie
Jurgens kwam uit een familie van kooplieden uit oorspronkelijk het Limburgse Nieuwenhagen die zich in de tweede helft van de 19e eeuw hadden opgewerkt tot belangrijkste boterhandelaren in Europa. Hij was de zoon van Hendrikus Leonardus Jurgens (1840-1888), ondernemer, en Theodora van Waardenburg (1840-1899). Hij trouwde op 7 mei 1889 met de Luikse Marie Hélène Léonie Verbruggen (1865-1952). Uit dit huwelijk werd één zoon geboren, Henricus Wilhelmus Jurgens (1892-1933). Jurgens was een verre neef van Tweede- en Eerste Kamerlid Erik Jurgens. Hij was tevens een zwager van Jan Harte van Tecklenburg, minister van Financiën aan het begin van de 20e eeuw.

## Loopbaan

### Vroege loopbaan
Jurgens volgde van 1880 tot 1884 het gymnasium aan de Rooms Katholieke "Sint Willibrordus College" te Katwijk aan de Rijn en liep vervolgens stage bij het bedrijf van zijn vader. Hij nam na de plotselinge dood van zijn vader in 1888 diens bedrijf over en opende datzelfde jaar een margarinefabriek te Goch (dat was een kwestie van invoerrechten); in 1895 opende hij een margarinefabriek te Merksem en in 1899, toen er in zijn tak van industrie een recessie heerste, vroeg hij een concessie aan voor de ontginning van steenkool. In 1900 richtte hij de naamloze vennootschap Theodora op, die onder meer een landgoed genaamd Elsloo exploiteerde. In 1902 richtte Jurgens Anton Jurgens' Margarinefabrieken N.V. op. Als gemeenteraadslid te Oss (van 1892 tot 1895) had hij op dat moment al zijn eerste stappen in de politiek gezet.

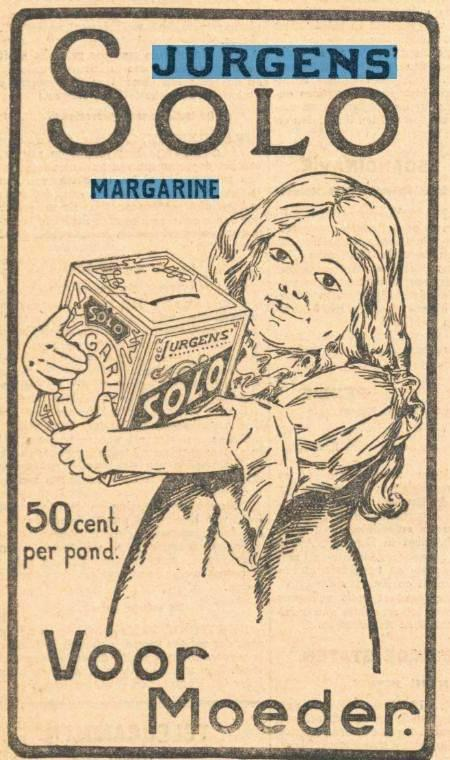
Reclame voor Jurgens margarine

Op 5 juni 1906 werd de naamloze vennootschap Anton Jurgens Verenigde Fabrieken, gevestigd te Oss, opgericht. Dat was voornamelijk met het doel om de aandelen van de naamloze vennootschap Anton Jurgens Margarinefabrieken en andere vennootschappen, die ten doel hadden de exploitatie van margarinefabrieken in eigendom te krijgen en aan deze maatschappen gelden te verstrekken. Volgens de prospectus waren de financiële uitkomsten van het door Jurgens gevoerde bedrijf gedurende een reeks van dertig jaren bevredigend geweest. Alle ondernemingen verkeerden in een goede toestand en kenden belangrijke winsten. De fabrieken stonden, ten gevolge van de vele afschrijvingen die hadden plaatsgevonden, laag te boek en in de meesten waren vele reserves gevormd. Aan het begin van de twintigste eeuw bracht de fabriek van Jurgens onder meer het nieuwe product Santosa-margarine op de markt. Op de verpakking stond een weide waarin koeien graasden met een meisje met melkkannen. De boterinspecteur diende vervolgens een klacht in omdat hij vond dat dit misleidend was, omdat de klant dan in de mening kon verkeren dat het hier echte boter betrof.
In 1917 nam de fabriek van Jurgens de eerste Macassarsche Oliefabriek te Makassar over en breidde deze dusdanig uit dat de op Celebes en de Molukken verkrijgbare kopra direct kon worden verwerkt. Van 19 december 1919 tot 28 april 1921 was Jurgens namens de provincie Gelderland lid van de Eerste Kamer. Hij was daar echter niet vaak aanwezig en zei tijdens zijn afscheidsrede onder meer dat zijn enige daad van betekenis als Kamerlid zijn bespreking van het bedrijfsradenstelsel was geweest. Hij vreesde dat deze wet zijn bedrijf zou verplichten  de boeken te openen voor buitenstaanders. Jurgens vertrok na deze episode in de politiek naar Engeland.
In het najaar van 1925 uitte de Haagsche Post scherpe kritiek op Jurgens' jaarcijfers van 1921 en later en beschuldigde Jurgens er persoonlijk van, met de balansen van meerdere bedrijven geknoeid te hebben om miljoenenverliezen te verdoezelen. Gebaseerd op deze valse balansen werden vervolgens weer miljoenenkredieten verworven om de bedrijfsexploitatie rond te krijgen. De eigenaar van de Haagsche Post, tevens autoriteit op aandelengebied, S.F. van Oss, wiens broer zich als eigenaar van aandelen-Jurgens benadeeld voelde, kon de beschuldigingen staven met interne correspondentie tussen Jurgens, zijn president-commissaris Westerman alsmede directeuren van binnen- en buitenlandse dochterondernemingen. Van Oss vond Jurgens' handelen misdadig, maar moest toegeven dat de Nederlandse wet in die dagen geen mogelijkheden bood tot vervolging. In een open brief aan de minister van Justitie riep van Oss vervolgens op tot een nieuwe wet op de Naamloze Vennootschappen, die er in 1929 daadwerkelijk zou komen. In 1926 ontstond ophef over de miljoenen guldens aan tantièmes die Jurgens zichzelf had toebedeeld op basis van de valse jaarcijfers. Al met al werd Jurgens steeds meer in de handen van concurrent Van den Bergh gedreven.

### Latere loopbaan
In 1927 fuseerde hij zijn margarinefabriek met die van zijn belangrijkste concurrent, Samuel van den Bergh. De hierdoor ontstane Margarine Unie fuseerde op zijn beurt met de van oorsprong Britse zeepfabriek Lever Brothers van William Hesketh Lever, 1e burggraaf Leverhulme. Op 25 april 1929 verbleef hij in appartementen van het Hyde Park Hotel, toen dieven daar alle juwelen van zijn echtgenote, ter waarde van 600.000 gulden, roofden.
Op 1 januari 1930 ontstond Unilever, waarvan hij van 1932 tot 1933 directeur was. Hij is ook de stichter van het Anton Jurgens Fonds.
Jurgens was ridder in de Orde van de Nederlandse Leeuw en commandeur in de Orde van Oranje-Nassau (19 februari 1937).